# Robert Riskin
Robert Riskin (n. 30 martie 1897, New York City, New York, SUA – d. 20 septembrie 1955, Beverly Hills, California, SUA)  a fost un scenarist și dramaturg, câștigător al premiului Oscar, cel mai bine cunoscut pentru colaborările sale cu producătorul și regizorul Frank Capra.

## Biografie
Robert Riskin s-a născut în cartierul East Side Side din New York City într-o familie de evrei, Bessie și Jacob Riskin, care au emigrat din Imperiul Rus pentru ca Jacob să evite recrutarea militară. La o vârstă fragedă, Riskin a obținut un loc de muncă la o fabrică de îmbrăcăminte (de cămăși). Proprietarii acestei companii au început o afacere suplimentară, ei au investit în industria cinematografică, care era abia la începuturile sale în acel moment, prin urmare la vârsta de șaptesprezece ani Robert Riskin a fost trimis la Florida pentru a conduce o companie de film.

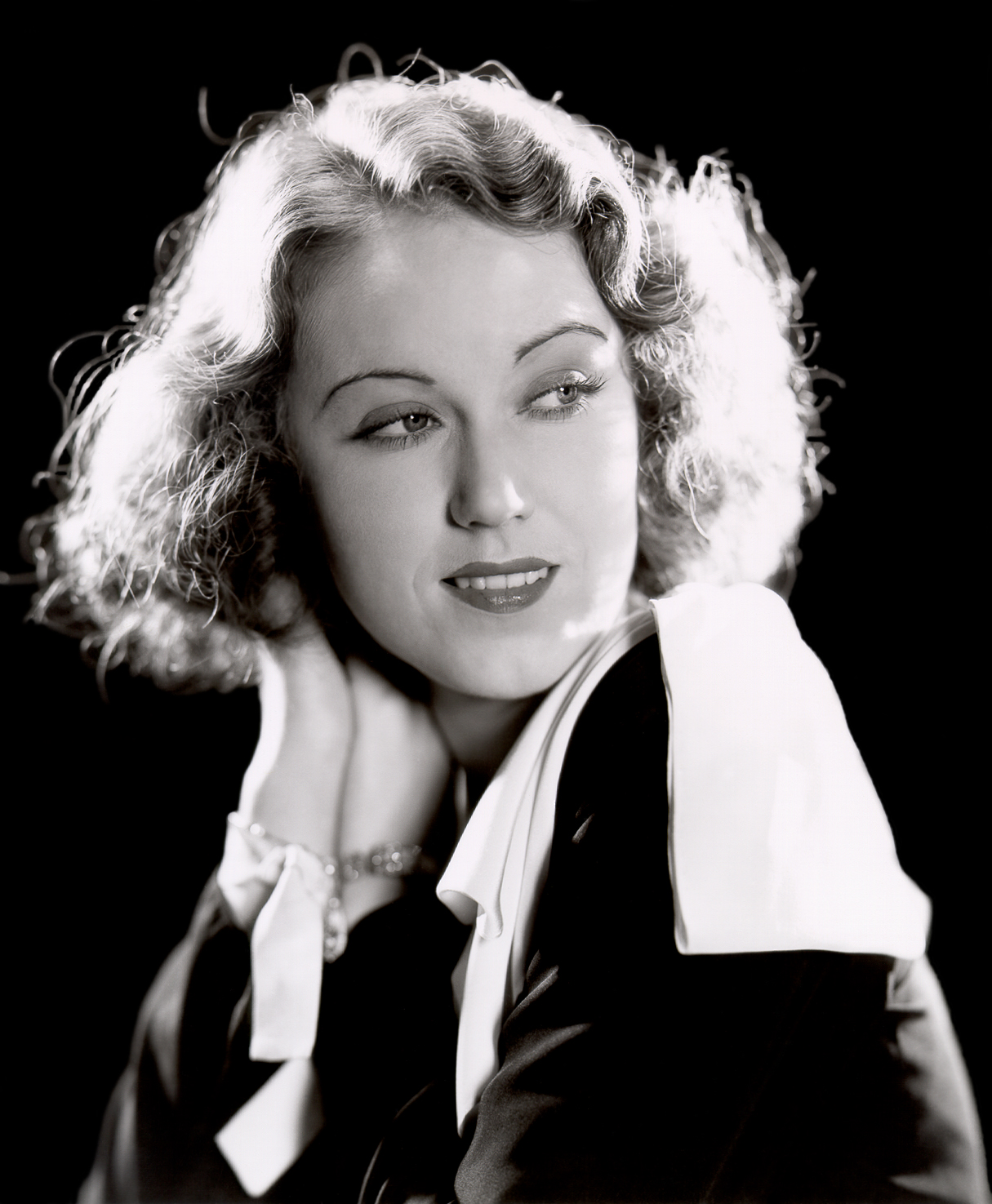
Soția sa, Fay Wray

La sfârșitul primului război mondial, Riskin s-a întors la New York, unde și-a început cariera de dramaturg, scriind piese pentru mai multe teatre de pe Broadway. În 1931, s-a mutat la Hollywood, după ce Columbia Pictures a cumpărat drepturile de ecranizare  pentru mai multe dintre piesele sale.  În 1931, colaborarea sa pe termen lung cu Frank Capra a început cu filmulThe Miracle Woman. Patru filme scrise de Riskin și regizate de Capra au fost nominalizate la premiul Oscar Lady for a Day (1933), Mr. Deeds Goes to Town (1936), You Can't Take It with You (1938/39) și Here Comes the Groom (1951/52), precum și comedia It Happened One Night (S-a întâmplat într-o noapte, 1934/35) care a câștigat Premiul Oscar pentru cel mai bun scenariu adaptat.
În 1939, în căutarea unei libertăți creative care nu era posibilă la Columbia Pictures, Riskin și Capra au format o companie independentă de producție, Frank Capra Productions. Parteneriatul a fost împărțit la 65/35; 65% pentru Capra, 35% pentru Riskin. În 1941, Capra a regizat  Meet John Doe după scenariul lui Rohki.
După terminarea acestui singur film, care nu a avut mare succes la box-ofiice, asociația lor a fost dizolvată. Riskin nu a mai colaborat de bună voie cu Capra.
În 1942, Riskin s-a căsătorit cu actrita Fay Wray, cu care a avut doi copii. De la prima sa căsătorie, Ray a avut o fiică pe care Riskin a adoptat-o. 
În 1950, Riskin a suferit un accident vascular cerebral, după care nu a mai putut să lucreze. În cei cinci ani cât a fost grav bolnav, a fost vizitat de prietenii săi Edward G. Robinson, Jack Benny, Irving Berlin, cel mai des de Jo Swerling și soția acestuia, dar niciodată de Frank Capra. A murit la 20 septembrie 1955 în Los Angeles la vârsta de 58 de ani.

## Filmografie selectată
- The Miracle Woman (1931)
- Men in Her Life (1931)
- Platinum Blonde (1931)
- American Madness (1933)
- Ann Carver's Profession (1933)
- Lady for a Day (1933)
- It Happened One Night (1934)
- Broadway Bill (1934)
- Carnival (1935)
- The Whole Town's Talking (1935)
- Mr. Deeds Goes to Town (1936)
- When You're in Love (1937) și regizor
- Lost Horizon (1937)
- You Can't Take It with You (1938)
- Meet John Doe (1941)
- The Thin Man Goes Home (1945)
- Magic Town (1947) și producător
- Riding High (1950)
- Mister 880 (1950)
- Half Angel (1951)
- Here Comes the Groom (1951)
- Pocketful of Miracles (1961)